# Épertully
Épertully é uma comuna francesa na região administrativa de Borgonha-Franco-Condado, no departamento Saône-et-Loire. Estende-se por uma área de 3,38 km². Em 2010 a comuna tinha 62 habitantes (densidade: 18,3 hab./km²).